# Alizé (A 645)
L'Alizé è una nave di sostegno alle attività subacquee della Marine nationale. Essa ha rimpiazzato l'Isard nelle funzioni di sostegno alle attività subacquee dei sommozzatori, del Commando Hubert e del SA (della DGSE).

## Storia
L'Alizé fu costruita dalla Socarenam a Boulogne-sur-Mer e dalla Constructions mécaniques de Normandie a Cherbourg; la nave fu ordinata dal Service des Programmes Navals (SPN) il 7 novembre 2003 alla Socarenam con un contratto da 20 milioni di euro; essa è stata la 100ª nave costruita dalla Socarenam, che aveva poi subappaltato la costruzione dello scafo alla CMN.
Assegnata alla Force d'action navale e basata a Tolone, l'Alizé assicura l'intercettazione delle comunicazioni e l'invio di commando di sommozzatori. Oltre agli equipaggiamenti specifici dedicati all'immersione subacquea (vestiari secchi e umidi, stoccaggio e condizionamento delle attrezzature per immersioni, sale di riunioni e atelier), essa è equipaggiata di una camera di decompressione a due posti e di installazioni mediche dedicate. Inoltre è dotata di una piattaforma per l'appontaggio di un elicottero, che può essere l'NHIndustries NH90.
Designata in un primo tempo Navire de Soutien Régional (NSR), l'Alizé ha cambiato di appellazione nell'aprile 2005 per diventare un Bâtiment de Soutien à la Plongée (BSP). In effetti l'Alizé è principalmente distinato al sostegno alle attività subacquee. Questo sostegno si esercita nel settore medicale, logistico e comprende ugualmente l'addestramento alla subacquea lungo le coste francesi o su teatri operativi lontani.
A questo titolo, l'Alizé permette la valutazione in mare delle procedure di immersione autonoma, le esperienze e i test in mare delle attrezzature per immersioni, l'addestramento dei sommozzatori, il sostegno logistico a una forza da guerra di mine dispiegata oltremare.
L'Alizé, consegnata alla Marine nationale l'8 novembre 2005, arriva alla base navale di Tolone il 27 novembre ed è assegnato alla Force d'action navale; la nave dispone di una grande autonomia e può operare 350 giorni all'anno, in autonomia o in appoggio alle navi da guerra di mine.